# 伴金美
伴 金美（ばん かねみ、1949年12月15日 - 2018年12月6日）は、日本の経済学者。大阪大学名誉教授。元環境経済・政策学会副会長。

## 人物・経歴
愛知県生まれ。1972年名古屋大学経済学部卒業。1974年名古屋大学大学院経済学研究科修士課程修了、京都大学経済研究所助手。1977年広島大学政経学部講師。1979年筑波大学社会工学系講師。1981年経済企画庁経済研究所客員研究員。1982年大阪大学経済学部助教授。1989年経済審議会臨時委員（計量委員会）。1991年大阪大学経済学部教授、大阪大学経済学博士、日本学術会議経済統計学研究連絡委員会委員。1996年経済企画庁経済研究所客員主任研究官。2001年内閣府経済社会総合研究所客員主任研究官。2004年内閣府経済社会総合研究所客員主任研究官。2014年定年退職、大阪大学名誉教授、高知工科大学マネジメント学部教授。元環境経済・政策学会副会長。2018年12月6日、肝腫瘍のため死去。

## 著書
- 『新SNAデータによる計量経済モデルの作成』一橋大学経済研究所SEDAS研究会 1980年
- 『エコノメトリックス』（中村二朗, 跡田直澄と共著）有斐閣 1988年
- 『マクロ計量モデル分析 : モデル分析の有効性と評価』有斐閣 1991年
- 『パソコン統計学 : PC Statistics』（跡田直澄, 中村二朗と共著）有斐閣 1993年
- 『TSPによる経済データの分析』（和合肇と共著）東京大学出版会 1995年
- 『ミクロ統計の集計解析と技法』（松田芳郎, 美添泰人と共編著）日本評論社 2000年
- 『収穫逓増と独占的競争をとりいれた日本経済の応用一般均衡モデルの開発』（川崎泰史と共著）内閣府経済社会総合研究所 2005年
- 『温暖化対策分析用CGEモデルへの新技術・新エネルギーの導入方法』（武田史郎, 川崎泰史と共著）内閣府経済社会総合研究所 2007年